# Maurizio Fugatti
Maurizio Fugatti (né le 7 avril 1972 à Bussolengo) est un homme politique italien, membre de la Ligue du Nord. Il est le président de la province autonome de Trente depuis le 3 novembre 2018,.
À la suite d'accords entre le SVP et la Ligue, il est élu président de la région du Trentin-Haut-Adige le 7 juillet 2021.